# 康耶斯·赫林
康耶斯·赫林（英語：Conyers Herring，1914年11月15日—2009年7月23日），美国物理学家，斯坦福大学应用物理学教授，因对于固体的基础理论，特别是金属中的电子行为作出了重大贡献而获得了1985年的沃尔夫物理学奖。他在能帶結構固態系統下首先預測魏尔費米子的存在。他的博士导师为尤金·维格纳。